# 野村一夫
野村 一夫（のむら かずお、1955年 - ）は、日本の社会学者。文学修士。國學院大學経済学部教授。関心領域は、社会理論・メディア文化論・知識社会学・高等教育・情報倫理。

## 経歴
大阪府出身。法政大学・日本大学・立教大学などおよそ20キャンパスの非常勤講師を経て2001年に國學院大學特任教授、2004年から現職。

## 論文

### 単著
- 「社会学を伝えるメディアの刷新」『社会学評論』232	日本社会学会（発売　有斐閣）平成20年3月
- 「デジタル・アーカイブスの冗長性とオープン性－大原社研での公開作業をめぐって」『Computer & Education』Vol.18　CIEC発行、東京電機大学出版局発売　平成17年6月
- 「社会学の終わりとジンメル的エートス－ディシプリン的知識空間をめぐって」『高野山カンファレンス2004デュルケーム＝ジンメル合同研究会報告書』ジンメル研究会・デュルケーム／デュルケーム学派研究会　平成17年3月
- 「ネットワーク時代の情報倫理とインフォアーツ」『看護展望』Vol.29 No.4（2004年3月号）平成16年3月
- 「ネットワーク時代における社会学教科書の可能性」『フォーラム現代社会学』第2号　関西社会学会発行、世界思想社発売	平成15年5月
- 「近未来インターネットの人間的条件」『教育と医学』2001年7月号	慶應義塾大学出版会	平成13年7月
- 「インフォテック対インフォアーツ－インターネット関連言説における構図転換のための試論」『生活協同組合研究』vol.305　生協総合研究所　平成13年6月
- 「健康の批判理論序説」『法政大学教養部紀要』第113･114号 自然科学・社会科学編　平成12年2月
- 「ウェッブが壊す学習の構図」『コンピュータ＆エデュケーション』Vol.6　コンピュータ利用教育協議会CIEC、柏書房	平成11年5月
- 「インターネットと大学教育のクロスロードで」	『IDE・現代の高等教育』民主教育協会	平成9年8月
- 「個人ホームページの力、電子メールの力－社会学専門ウェッブSOCIUSの経験から」	『日本語学』第15巻第12号	明治書院	平成8年11月
- 「ダブル・スタンダードの理論のために」『法政大学教養部紀要』98号　平成8年2月
- 「ジンメルと役割理論－受容史的接近」『社会学史研究』第9号　日本社会学史学会　昭和62年6月
- 「社会学的反省の理論としてのジャーナリズム論」『新聞学評論』第36号　日本新聞学会	昭和62年4月

### 共著
- 「病気と健康の日常的概念の構築主義的理解」『第4回健康文化研究助成論文集』財団法人明治生命厚生事業団	平成10年3月
- 「インターネットにおけるコミュニケーションはそこに集まる人々にとってどのような意味を持つのか」『情報処理学会研究報告97-H1-73』(『学術刊行物情処研報』Vol.97,No.63) 平成9年7月

## 著書

### 単著
- 『ゼミ入門─大学生の知的生活第一歩』文化書房博文社 平成26年12月
- 『未熟者の天下－大人はどこに消えた？』 青春出版社（青春新書インテリジェンス）平成17年12月
- 『子犬に語る社会学』洋泉社	平成17年1月
- 『インフォアーツ論－ネットワーク的知性とはなにか？』洋泉社 平成15年1月
- 『社会学感覚【増補版】』 文化書房博文社 平成10年4月
- 『インターネット市民スタイル【知的作法編】』論創社 平成9年2月
- 『社会学の作法・初級編－社会学的リテラシー構築のためのレッスン』文化書房博文社
- 『リフレクション－社会学的な感受性へ』文化書房博文社 平成6年7月
- 『社会学感覚』文化書房博文社 平成4年3月

### 共著
- 國學院大學研究開発推進センター渋谷学研究会・田原裕子編著『渋谷らしさの構築』雄山閣 平成27年
- 『談１００号記念選集』水曜社 平成26年11月
- 早川洋行編著『よくわかる社会学史』ミネルヴァ書房 平成23年4月
- 飯島裕一編著『健康不安社会を生きる』岩波書店（岩波新書） 平成21年10月
- 『子犬に語る社会学・入門』（洋泉社 MOOKシリーズ StartLine 2）洋泉社 平成15年11月
- 『健康ブームを読み解く』青弓社 平成15年7月
- 佐藤純一編『100問100答　医療のふしぎ』河出書房新社 平成13年10月
- 『文化現象としての癒し』メディカ出版 平成12年10月
- 『日本の広告における健康言説の構築分析』財団法人吉田秀雄記念事業財団研究助成報告書 平成11年3月
- 『社会学のプロフィール』八千代出版 平成7年4月
- 『マックス・ウェーバー宗教社会学関係文献目録』文化書房博文社 平成元年10月

### 編著
- 法政大学大原社会問題研究所編、梅田俊英著『ポスターの社会史－大原社研コレクション』ひつじ書房 平成13年10月
- 『健康論の誘惑』文化書房博文社 平成12年10月
- アルノルト・ツィンゲルレ『マックス・ウェーバー－影響と受容』恒星社厚生閣 昭和60年3月
- イヴ・ランベル「最大利益追求システムとしての宗教」『東洋学術研究』第31巻第1号 東洋哲学研究所 平成4年2月

## 資料
- 『ゼミ入門』の「著者紹介」による。この部分はhttp://www.nomurakazuo.jp/?page_id=12に「自己紹介」として掲載されている。業績の詳細は國學院大學公式サイトのhttps://www7.kokugakuin.ac.jp/k-read/index.cfm?fuseaction=kread.menuで検索して確認できる。